# Les Chevaliers du subjonctif
 (octobre 2017).
Si vous disposez d'ouvrages ou d'articles de référence ou si vous connaissez des sites web de qualité traitant du thème abordé ici, merci de compléter l'article en donnant les références utiles à sa vérifiabilité et en les liant à la section « Notes et références ».
Les Chevaliers du subjonctif est un roman écrit en 2003 par Erik Orsenna. C'est la suite de La grammaire est une chanson douce.

## Personnages
- Jeanne : jeune fille rêveuse qui n'aime pas la grammaire, assez espiègle avec son frère.
- Thomas : adolescent qui aime la musique, bataillant souvent avec sa sœur.
- Monsieur Henri : poète noir habitant sur l'île de la grammaire. Il est aussi musicien. (Clin d’œil à Henri Salvador.)
- La nommeuse : femme âgée qui veille sur les mots rares pour qu'ils ne disparaissent pas.
- Madame Jargonos : enseignante dans le centre de rééducation, elle est également inspectrice des classes.
- Nécrole : gouverneur de l'île de la grammaire, il souhaite limiter au minimum les mots afin de simplifier la langue française. Il est le directeur du centre de rééducation.
- Cartographe de Nécrole : cartographe qui emmène Jeanne planer au-dessus de l'archipel.

## Résumé
À la suite de La grammaire est une chanson douce, Jeanne et Thomas, en voyage sur l'océan Atlantique pour passer des vacances chez leur père, leur bateau coule et se retrouvent sur un certain Archipel des Mots. Jeanne mène d'abord une enquête sur l'amour qui s'est alors retrouvé dans l'esprit de Mme Jargonos, l'adjointe de Nécrole, le dictateur. Elle trouve alors un ami cartographe, avec qui elle va survoler l'archipel en planeur et le dessiner. Mais Nécrole veut alors se servir de ce cartographe pour qu'il fasse étudier les manières d'envahir l'île du Subjonctif.